# Arthur Blessitt

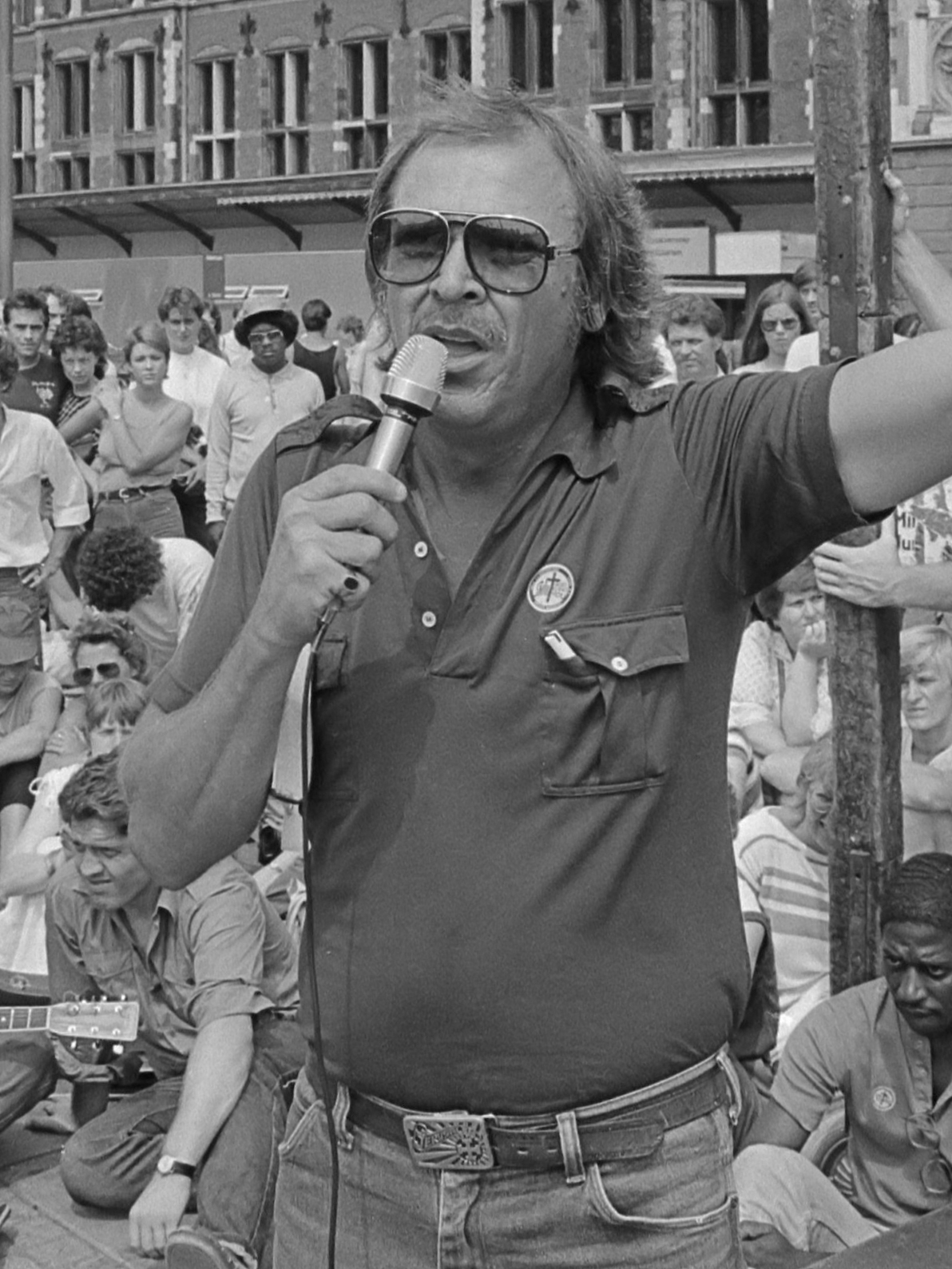
Arthur Blessitt

Arthur Blessitt (* 27. Oktober 1940 in Greenville, Mississippi; † 14. Januar 2025) war ein US-amerikanischer Evangelikaler und Wanderprediger. Blessitt trug bei seinen Wanderungen immer ein etwa 3,50 m großes Holzkreuz mit sich. Von Fort Myers aus startete er am 25. Dezember 1969 eine Wanderung von über 55.000 km, was ihm 2000 einen Eintrag ins Guinness-Buch der Rekorde gebracht hat.

## Werke
- Arthur Peacemaker
- Glory
- Joy to the World: How to Witness Every Day for Jesus
- Life's Greatest Trip
- Turned on to Jesus